# Kanton Castellane
Kanton Castellane (fr. Canton de Castellane) – kanton w okręgu Castellane, departamencie Alpy Górnej Prowansji (fr. Alpes-de-Haute-Provence), w regionie Prowansja-Alpy-Lazurowe Wybrzeże (fr. Provence-Alpes-Côte d’Azur). Kod INSEE:0406. W jego skład wchodzi 7 gmin:
- Castellane,
- Demandolx,
- La Garde,
- Peyroules,
- Rougon,
- Saint-Julien-du-Verdon,
- Soleilhas[3].

W kantonie w 2011 roku zamieszkiwało 2369 osób, w tym 1164 mężczyzn i 1205 kobiety.